# 김선복 충신각
김선복 충신각은 충청북도 청주시 상당구에 있다. 2015년 4월 17일 청주시의 향토유적 제37호로 지정되었다.

## 개요
임진왜란때 금산전투에서 순절한 의성김씨 김선복의 충절을 기리기 위해 세운 정려각이다.